# Theo Wesselo
Theo Wesselo (Rotterdam, 10 november 1963) is een Nederlands acteur. Hij is bekend van het kinderprogramma Rembo & Rembo en als de stem van Purno de Purno in de gelijknamige animatieserie, beide gemaakt eind jaren 80 en begin jaren 90 en tot 2010 herhaaldelijk te zien bij Villa Achterwerk van de VPRO. Andere producties van zijn hand waren The Jeessie Mekreezie/Show! (1989), De ijzersterke Verhalen van Cowboy Harry (1992), De Gebroeders Grime (1997), OJAJOH?!! met Tampie Magdat (1998), TAMPIE!, Surf- en Searchbabe (2001) en in 2005 het tekenprogramma Teken Meej Avec Reneej. Wesselo nam in deze series zowel het scenario als de regie voor z'n rekening en speelde hierin mee als lead-acteur.
In 1992 had hij een kleine rol in de Nederlandse horrorfilm De Johnsons, in 1996 schreef hij het scenario voor SLOW BULLET, een succesvolle korte film van Bob Visser. Voorts speelde hij in 1997 in All Stars, in 2001 in de film Random Runner, in diverse commerciële producties, en in 2018 werd hij voor de korte film SNOR van Michael Middelkoop genomineerd voor beste mannelijke hoofdrol korte film voor de GO SHORT AWARDS.
Vanaf 2009 houdt Wesselo zich tevens bezig met zijn band Hausmagger, waarmee hij Nederlandstalige pop brengt en schrijft. Het allerlaatste optreden gaf de band in 2019 in het Rotterdamse Worm. Vanaf 2020 speelt hij sporadisch in het land met zijn bands OUWE K*T en ACOUSTIC ASSHOLE.
Van zijn hand verschenen twee gedichtenbundels en In 2017 maakte Wesselo voor omroep Powned Pure Poëzie, een reeks van korte afleveringen waarin hij gedichten voorleest aan willekeurige mensen op straat.
In 2022 verscheen Wesselo als gastacteur in Flikken Rotterdam (aflevering 6: Recalcitrant) en in 2022 speelde hij als acteur mee als TONNY in de serie SANTOS van Giancarlo Sanchez (BNN/VARA). In 2023 een kleine bijrol in de speelfilm 3 Dagen Vis van Peter Hoogendoorn. In februari 2025 vertolkte hij de rol van Glen in de bioscoopfilm Straatcoaches vs Aliens.